# Taxi en Thaïlande

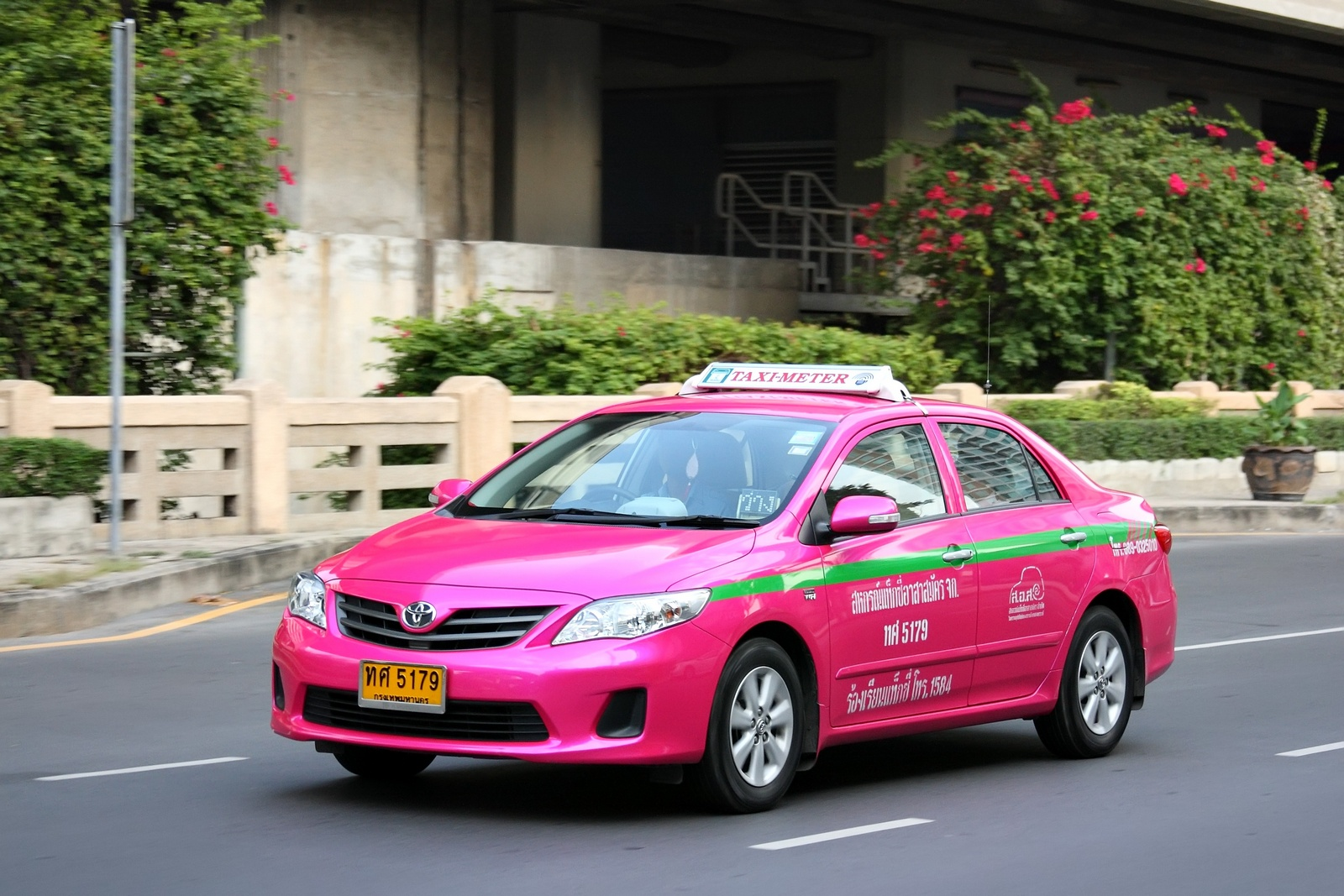
Taxi Toyota Corolla Altis à Bangkok.

En Thaïlande, le taxi est un moyen de transport important. Les taxis sont largement répandus dans la capitale Bangkok et viennent dans beaucoup de couleurs différentes (en raison de différents groupes ou sociétés). La plupart ont des taximètres.
Il y a aussi des taxis à Phuket, Chiang Mai, Ko Samui, Nakhon Ratchasima, Khon Kaen, Udon Thani, Pattaya et Chonburi et utilisent des voitures similaires à celles de Bangkok.

## Types

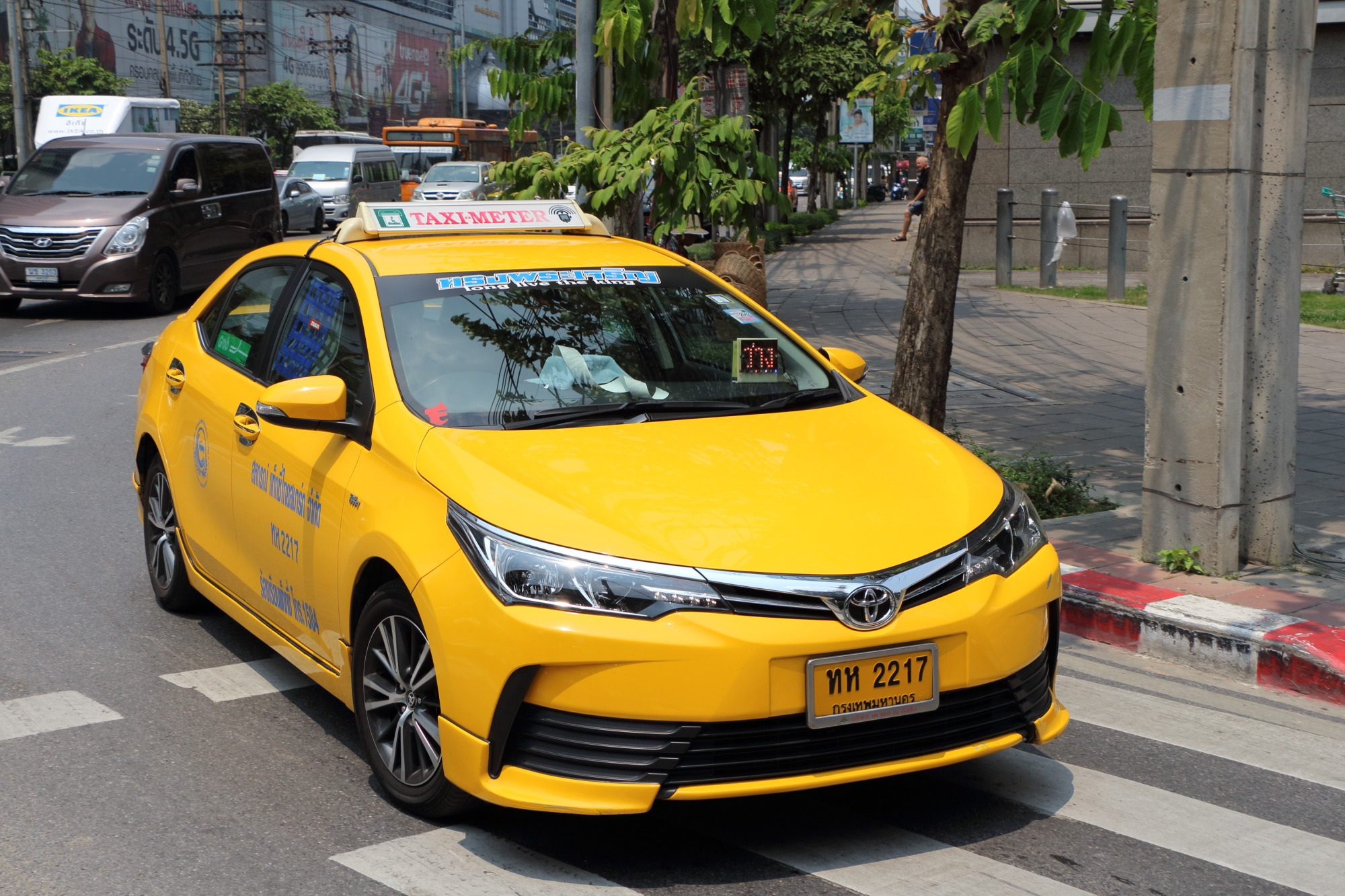
Taxi Toyota Corolla Altis à Bangkok.

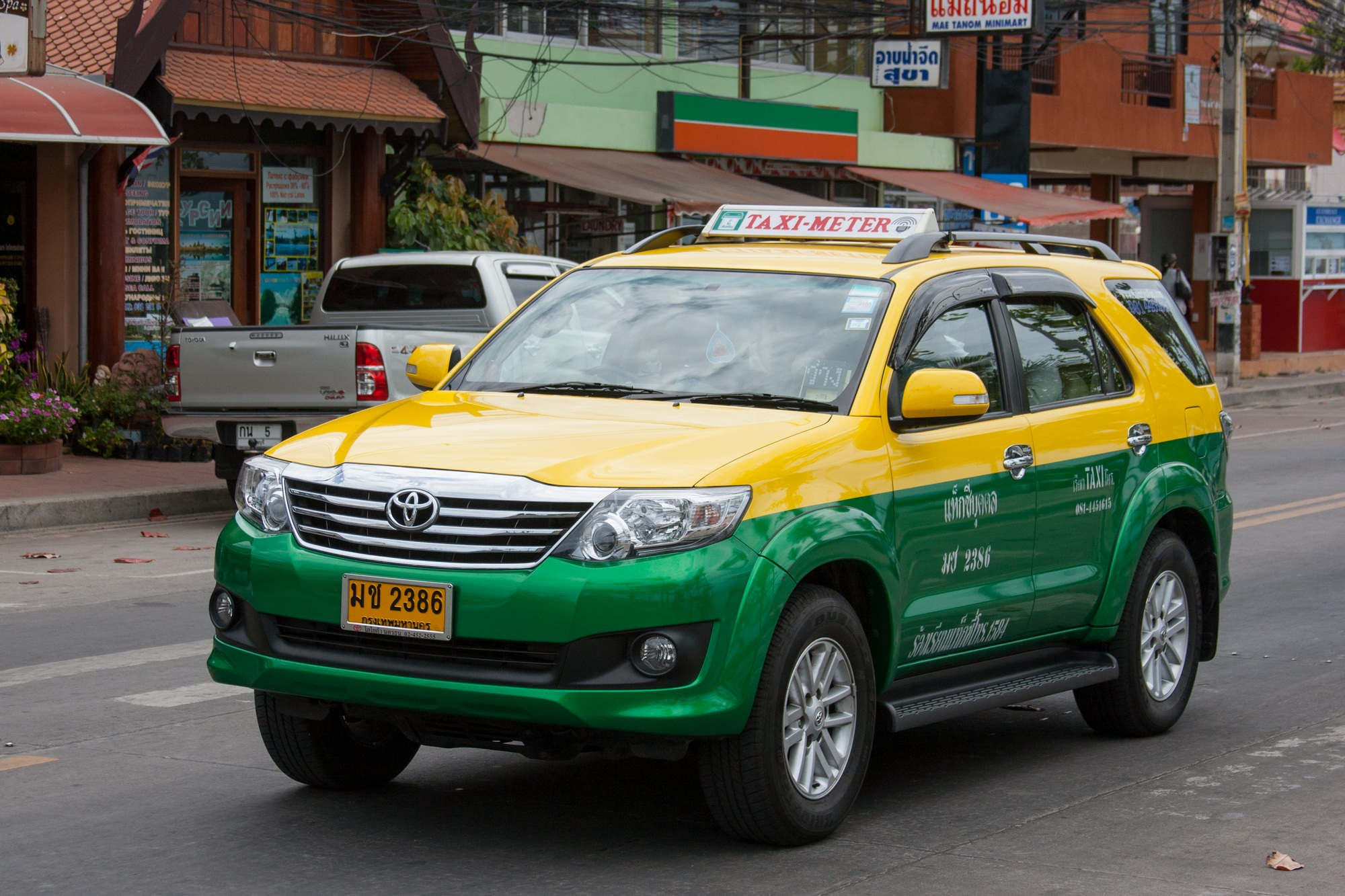
Taxi bicolore Toyota Fortuner à Pattaya.

Les taxis de Bangkok sont de différentes couleurs, notamment en monochrome, bicolore et monochrome avec bande. Les monochromes sont un taxi d’entreprise, un taxi personnel en coopération ou en alliance et un taxi de société de location. Ces couleurs comprennent le vert brillant, le bleu ciel brillant, le rouge, l’orange, le jaune, le bleu, le rose, le violet, le violet et le bronzage. Les bicolores sont de 3 types: jaune + vert, rouge + bleu et jaune + orange. Le jaune + vert est le taxi privé personnel. Le rouge + bleu est le taxi de location. Le jaune + orange est le taxi de l'entreprise.
Dans la capitale thaïlandaise, il existe également des taxis-aéroports connus sous le nom de AOT Limousine. Ces voitures sont en argent.

## Modèles
- Toyota Corolla
- Toyota Fortuner